# Paul Lockhart
Paul Scott Lockhart, detto Paco (Amarillo, 28 aprile 1956), è un ex astronauta statunitense. Ha partecipato alle missioni spaziali Shuttle STS-111, STS-113 come pilota.